# 싱뷰싱왕
싱뷰싱왕(버마어: ဆင်ဖြူရှင်မင်း 싱뷰싱밍, 1736년 9월 12일 ~ 1776년 6월 10일)은 미얀마 꼰바웅 왕국의 제3대 국왕(재위 : 1763년 11월 28일 ~ 1776년 6월 10일)이다.